# Enjoy Network Japan
Enjoy Network Japan（エンジョイ・ネットワーク・ジャパン、ENJ）は、株式会社日本国際放送（にっぽんこくさいほうそう、英語：Japan International Broadcasting Inc.）が運営する、インターネットラジオサービスである。2012年11月23日トライアルサービス開始。2013年12月27日終了。

## 概要
音楽を通じて世界中の人々とつながるインターネットラジオ。ロック、ポップス、ジャズなど幅広いジャンルの日本の音楽を毎週金曜5時から月曜５時にかけて試験ストリーミング配信中。
「世界に日本をもっと知ってもらうこと、日本へ親しみをもっと感じてもらうこと」がテーマ。

## 配信時間
表示時間は日本標準時（JST）。
- 2012年11月23日 - 11月26日
金 - 月 5:00 - 5:00
- 2012年11月30日 - 2012年11月30日 
金 - 月 5:00 - 5:00
- 2012年12月7日 - 2012年12月10日
金 - 月 5:00 - 5:00

## 番組一覧
- J-Rock
5:00、9:00、13:00、17:00、21:00、1:00
- J-POP
6:00、10:00、14:00、18:00、22:00、2:00
- Jazz Sound from Tokyo
7:00、11:00、15:00、19:00、23:00、3:00
- Tokio Hot Tracks
8:00、12:00、16:00、20:00、0:00、4:00